# 葡萄牙合作部
葡萄牙合作部是1975年9月26日至1976年7月23日期間的一個葡萄牙政府部門，負責原海外省事宜，以及有關葡僑歸國的運輸及住宿。
該部前身為葡萄牙地區調協部。唯一一任合作部長為Vítor Manuel Trigueiros Crespo。